# Бьянки, Микеле
Микеле Бьянки (итал. Michele Bianchi, 22 июля 1883 — 3 февраля 1930) — итальянский революционер, лидер синдикалистов. Один из основателей фашистского движения. Известен как глава левого, синдикалистского крыла Национальной фашистской партии, и как один из наиболее влиятельных политиков Италии. Также является одним из создателей «Большого списка», обеспечившего фашистам парламентское большинство в итальянском правительстве после выборов 1924 года.

## Биография и убеждения
Бьянки родился в Бельмонте-Калабро (Калабрия), в южной Италии.

### Социализм
Изучал юриспруденция в Римском университете, но решил посвятить себя журналистике. Он стал членом Итальянской социалистической партии (ИСП) и редактором партийной газеты «Аванти!», популярнейшей среди социалистов в Риме. Будучи делегатом на Болонском конгрессе в 1904 году, он поддержал синдикалистскую линию, предложенную Артуро Лабриолой.
В 1905 году Бьянки отказался от своей должности в «Аванти!» и взял на себя руководство «Gioventù socialista», газетой молодёжного крыла ИСП. Проводимая им антимилитаристская кампания стала причиной его ареста и насильственного переселения в Геную. Бьянки привык к своей новой резиденции и стал редактором революционной газеты «Lotta socialista».

### Синдикализм
В 1906 году, после поддержки нескольких рабочих стачек, Бьянки выразил свой пацифизм перед руководством ИСП, что не везде было тепло встречено. После переезда в Савону, он сыграл ключевую роль в событиях, приведших к выходу синдикалистов из ИСП — от Болонского конгресса в 1907 году до первого конгресса синдикалистов в июле 1908 в Ферраре.
После нескольких арестов и переездов по Италии, Бьянки в 1910 году, став редактором «La Scintilla», выдвинул идею объединения ИСП и синдикалистов в свете приближающихся выборов. Предложение было отвергнуто, и он принялся за популяризацию своих взглядов через газету. Та стала ежедневной и поддержала несколько местных пролетарских выступлений в 1911 году.
Нехватка средств принудила Бьянки прекратить печать «La Scintilla», за критику в адрес Джованни Джолитти как разжигателя Итало-турецкой войны он был снова арестован. Освобождён по амнистии и вернулся в Феррару, где создал и возглавил газету «La Battaglia», предпринял неудачную попытку получить место в выборах 1913 года. Бьянки переехал в Милан, где он стал главной фигурой Миланского и Итальянского союза синдикалистов.

### Фашизм
Во время Первой мировой войны взгляды Микеле Бьянки менялись подобно взглядам Бенито Муссолини: он стал сторонником ирредентистов, активно пропагандирующим вступление Италии в войну.
В 1915 году, когда Италия присоединилась к Антанте, Бьянки вступил добровольцем в армию и стал младшим офицером. Сначала он служил в пехоте, затем стал артиллеристом. С концом войны Бьянки вступил в «Союз Борьбы» и в Национальную фашистскую партию. В 1921 году он стал её секретарем и предпринял попытку объединить фашистов с другими правыми движениями.
Бьянки стал одним из квадриумвиров, ведущих марш на Рим, сделавший Муссолини премьер-министром. В сформированном правительстве он занял пост генерального секретаря внутренних дел. В 1923 году он стал членом Большого фашистского совета, в 1924 году был избран в палату депутатов Италии, но 14 марта покинул свой пост.
В 1925 году он стал заместителем секретаря в министерстве публичных работ, в 1928 занял тот же пост в министерстве внутренних дел, и 12 сентября стал министром общественного труда. Он был опять избран в палату депутатов, но стал болеть и 3 февраля 1930 года в Риме он умер от туберкулёза.